# Christian Picart
Christian Picart, né en 1939, est un homme d'affaires français. Il est le fondateur de Buffalo Grill, chaîne de restauration française spécialisée dans les grillades de viande.

## Biographie

### Jeunesse et début de carrière
Issu d'un milieu modeste, Christian Picart commence sa carrière comme commis chez Maxim's et comme serveur au Lido à Paris.
Après son service militaire, il se rend en 1961 au Canada puis à San Francisco aux États-Unis. Sur place, il intègre l'équipe d'un restaurant français, La Bourgogne.
De retour à Paris quatre ans plus tard, Christian Picart crée une entreprise de laveries automatiques en libre-service à Paris, puis essaye de se lancer dans la teinturerie à l'hôtel Hilton Suffren. En 1971, avec l'aide d'un promoteur immobilier, il reprend un hôtel à Saulx-les-Chartreux dans l'Essonne, le Relais des Chartreux ,.

### Création de Buffalo Grill
A la fin des années 1970, il décide de se lancer dans la restauration à base de viandes grillées sur le modèle des family steak-houses américaines qu'il a découvertes durant son séjour en Californie et cherche à s'implanter à proximité des grands axes routiers,.
En 1980, Christian Picart ouvre le premier Buffalo Grill à Avrainville dans l'Essonne sur la nationale 20. Il reçoit le soutien financier de Total, qui ferme de nombreuses stations services face à la nouvelle concurrence de la grande distribution, et dispose de fait de nombreux terrains où installer ses restaurants. En 1983, la société pétrolière acquiert 40 % de Buffalo Grill pour la somme de 2 millions de francs.
En 1998, Christian Picart rachète la participation du groupe pétrolier pour 300 millions de francs. Christian Picart introduit Buffalo Grill en bourse en 1999 afin de trouver les fonds nécessaires pour le rachat.
En septembre 2002, Christian Picart est nommé par le ministre de l'Agriculture Hervé Gaymard pour faire partie de son nouveau Conseil de prospective internationale.

### Crise de la vache folle et départ de la société
En décembre de la même année, Christian Picart est mis en examen avec trois autres dirigeants d'une de ses filiales, le grossiste en viande Districoupe, après avoir été accusé d'avoir importé de la viande anglaise durant la crise de la vache folle. Il est assigné à résidence en Suisse et doit quitter temporairement la présidence de l'entreprise,.
En juillet 2005, il vend ses parts aux fonds d'investissement Colony Capital et Colyzeo pour 200 millions d'euros.
En 2016, Christian Picart est acquitté dans le cadre de l'affaire d'importation de la viande britannique.

### Vie privée
Christian Picart a deux filles, qui ont toutes deux occupé des fonctions au sein de la société. Son frère, François Picart, a exercé le rôle de président du directoire de l'entreprise.

## Fortune
En 2011, sa fortune était estimée entre 165 millions et 245 millions d'euros selon le magazine économique Bilan, qui le classait parmi les 44 Français les plus riches exilés fiscalement en Suisse.